# Ahmed ben Yahya
Ne doit pas être confondu avec Ahmed Ben Yahia.
Ahmed ben Yahya Hamideddine (1891-18 septembre 1962) est l'avant-dernier roi du Yémen de 1948 à 1962. 
Sa titulature complète est : An Nasserlidinullah Ahmed ben al-Mutawakkil Ala Allah Yahya, imam et commandeur des croyants, roi du Royaume mutawakkilite du Yémen.

## Biographie
Ahmed est le fils aîné du roi Yahya, de la dynastie Qawasim. Dans les années 1920, il participa en tant que prince héritier aux campagnes militaires de son père pour mater les révoltes tribales. Il accéda sur le trône après l'assassinat de son père en 1948 et fut élu Imam des zaïdites après avoir chassé du trône Abdallah ben Ahmed al-Wazir.
En 1955, avec l'aide de son fils aîné Mohammed al-Badr, il réprima une tentative de coup d'État fomentée par deux de ses frères, Abdallah et Abbas, devenus brièvement respectivement imam et Premier ministre puis exécutés,. Paralysé après une tentative d'assassinat en mars 1962, il meurt dans son sommeil en septembre 1962. L'arrivée sur le trône de son fils entraîna le déclenchement de la Guerre civile du Yémen du Nord.

## Action politique
Le régime d'Ahmed est considéré comme despotique, et sa principale action fut de moderniser l'armée. Sur le plan intérieur, il perd le soutien de la confédération tribale Hachid après avoir exécuté son chef, Hussein al-Ahmar.
Sur le plan international, Ahmed crée des liens avec les régimes communistes, notamment l'Union soviétique et la Chine pour développer ses infrastructures. Il entraîne son pays en 1958 dans l'éphémère union pan-arabique de la République arabe unie avec l'Égypte et la Syrie. Il prône aussi la création d'un Yémen unifié, avec l'intégration du Protectorat d'Aden alors sous administration Britannique.